# Ана, Генрих де
Генрих Карл Герман де Ана (нем. Heinrich Karl Hermann de Ahna; 22 июня 1832, Вена — 1 ноября 1892, Берлин) — немецкий скрипач и музыкальный педагог. Брат певицы Элеоноры де Ана, дядя певицы Паулины де Ана.

## Биография
Учился в Вене у Йозефа Майзедера и в Праге у Морица Мильднера, дебютировал как солист в 1846 году. В юные годы  вместе с отцом гастролировал в Германии и Англии.  
В 1849 году герцог Кобург-Гота присвоил ему звание «камерного виртуоза». 
В 1851 году поступил в австрийскую армию, во время Сардинской войны получил звание оберлейтенанта.
Выйдя в отставку, после нескольких гастрольных поездок обосновался в 1862 году в Берлине. 
С 1869 г. был правой рукой Йозефа Иоахима в Берлинской Высшей школе музыки, вёл в ней собственный класс, наряду с Эдуардом Раппольди замещал самого Иоахима во время его отлучек. В числе его учеников, в частности, были Дэвид Маннес и Густав Даннройтер. В том же 1869 г. де Ана занял своё место и в знаменитом квартете Иоахима: сперва за пультом альта, а с 1871 г. (и до смерти) — за пультом второй скрипки. Участник ряда премьер (в частности, Второго струнного квартета Иоганнеса Брамса, 1873).